# Département de Barkewol
Le département de Barkewol (également appelé Aftout ou Barkéol) est l'un des cinq départements, appelés officiellement moughataas, de la région de l'Assaba dans le sud de la Mauritanie. Barkewol en est le chef-lieu.

## Géographie
Le département de Barkewol est situé à l'ouest dans la région d'Assaba et s'étend sur 7 000 km2.
Il est délimité au nord par le département de Magta-Lahjar et le département de Moudjeria, à l'est par le département de Guerou et le département de Kiffa, au sud par le département de M'Bout, à l'ouest par le département de Monguel et le département d'Aleg.

## Démographie
En 1988, l'ensemble de la population du département de Barkewol regroupe un total de 37 171 habitants.
En 2000, le nombre d'habitants du département est de 62 238 (29 538 hommes et 32 700 femmes).
Lors du dernier recensement de 2013, la population du département a augmenté à 79 900 habitants (36 210 hommes et 43 691 femmes), soit une croissance annuelle de 2 % depuis 2000,.

## Liste des communes
Le département de Barkewol est constitué de huit communes :
- Barkewol
- Boulahrath
- Daghveg
- El Ghabra
- Guever
- Laweissi
- Lebhir
- R'Dheidhi